# Petroica archboldi
La petroica della Snow Mountain (Petroica archboldi Rand, 1940) è un uccello della famiglia dei Petroicidi. Il suo areale è limitato alla regione del Puncak Jaya e del Puncak Trikora nella catena dei monti Jayawijaya, nella Nuova Guinea centrale.

## Descrizione
La petroica della Snow Mountain raggiunge i 14 cm di lunghezza. Nel maschio, la parte superiore della testa e il collo sono di colore grigio ardesia scuro con una leggera sfumatura rosa-rossastra. I lati della testa sono grigio ardesia. Le piume alla base del becco e delle redini sono nere. C'è una piccola macchia bianca sulla fronte. Il dorso è color grigio ardesia scuro. Il groppone è un po' più chiaro. La superficie superiore delle ali è nera. Le remiganti secondarie presentano un sottile margine grigio sulla parte distale della superficie esterna. La superficie interna delle remiganti primarie e quella esterna delle secondarie presentano delle macchie bianche sul vessillo interno che formano una striscia a un terzo dalla base del sottoala. La coda è nera. La metà basale del vessillo esterno e quella distale del vessillo interno delle penne timoniere sono bianche. All'estremità delle timoniere vi è un'ampia zona bianca, più stretta nella coppia centrale. Il mento e la gola sono color ardesia con una sfumatura rosa-rossastra. Il petto è color ardesia. Al centro del torace si estende una macchia di colore rosso brillante che diventa grigia sui fianchi. Il ventre è grigio-biancastro, le copritrici del sottocoda sono bianche. Le zampe sono color ardesia. L'iride è marrone scuro. Il becco e i piedi sono neri. La femmina è simile al maschio, ma è più piccola e ha il piumaggio più pallido; anche la macchia rossastra del petto è più chiara. Gli esemplari immaturi hanno il piumaggio marroncino e sono privi della macchia rossa sul petto.

### Voce
Il canto comprende una vasta gamma di toni che ricordano il suono di gocce d'acqua che cadono o i vocalizzi dei pappagalli. È possibile udire anche dei forti chip o dei richiami più ruvidi.

## Habitat
La petroica della Snow Mountain abita il margine dei pendii rocciosi spogli e delle falesie, i massi sporgenti su cumuli di detriti e le vallate che si estendono tra la tundra rocciosa o la brughiera alpina. Si incontra al di sopra del limite della vegetazione arborea, ad altitudini comprese tra 3850 e 4150 m.

## Biologia
Vive prevalentemente sul terreno. La sua dieta è costituita dagli insetti che cattura tra le rocce: rimane ferma sulla sommità di una roccia mentre esamina l'area circostante; quando individua un insetto, si precipita sulla preda e torna subito sulla sommità della roccia. Riguardo alle sue abitudini riproduttive abbiamo a disposizione solo poche informazioni. Tuttavia, un esemplare adulto è stato visto alimentare un giovane nel mese di settembre.

## Conservazione
La IUCN classifica la petroica della Snow Mountain nella categoria «Dati insufficienti» (Data Deficient). Grazie all'altitudine elevata, il suo habitat dovrebbe essere al sicuro. Tuttavia, l'attività mineraria potrebbe rappresentare un pericolo in alcune aree. Un'altra potenziale minaccia è costituita dal riscaldamento globale, che ha causato la riduzione della cappa nevosa sul Puncak Trikora da diversi decenni.

## Tassonomia
Il 18 settembre 1938, durante la Archbold Expeditions No. 25, i membri della spedizione Richard Archbold (1907-1976), Austin Loomer Rand (1905-1982) e il mammologo William B. Richardson raccolsero sul Puncak Trikora (all'epoca noto come monte Wilhelmina), a un'altitudine di 4100 metri, l'esemplare tipo utilizzato per la prima descrizione della specie. Fu Rand a descriverla nel 1940, battezzandola con il nome con cui è ancora attualmente conosciuta, Petroica archboldi. Il nome Petroica è di origine greca ed è composto dalle parole petros, «pietra», e oikos, «dimora», «casa». L'epiteto specifico archboldi rende onore all'organizzatore della spedizione, Richard Archbold.